# Stadhouderskade 158
Het gebouw Stadhouderskade 158 is een herenhuis aan de Stadhouderskade/Singelgracht te Amsterdam-Zuid, aan de rand van De Pijp.
Het herenhuis is opgetrokken volgens een of meerdere ontwerpen van de heren Jan Willem Hartgerink en Hendrik Dirks Kramer. Zij bouwden de Stadhouderskade grotendeels vol vanaf Stadhouderskade 125 (dat is nabij de hoek met de Van Woustraat). Hartgerink was van huis uit timmerman, Kramer voornamelijk speculant in terreinen, dus in wezen geen architecten.  Het gebouw is neergezet in de stijl van het eclecticisme. De natuurkundige en Nobelprijswinnaar (in 1902) Pieter Zeeman kocht dit pand van de bouwers of de toenmalige bewoners, advocatenfamilie Vollenhove, waarschijnlijk in 1903, toen hij lector was aan de Universiteit van Amsterdam. Ter nagedachtenis aan Zeeman is in de gevel een gedenksteen gemetseld.
Stadhouderskade 159 is een spiegelbeeld van Stadhouderskade 158, uiteraard zonder de gedenksteen.

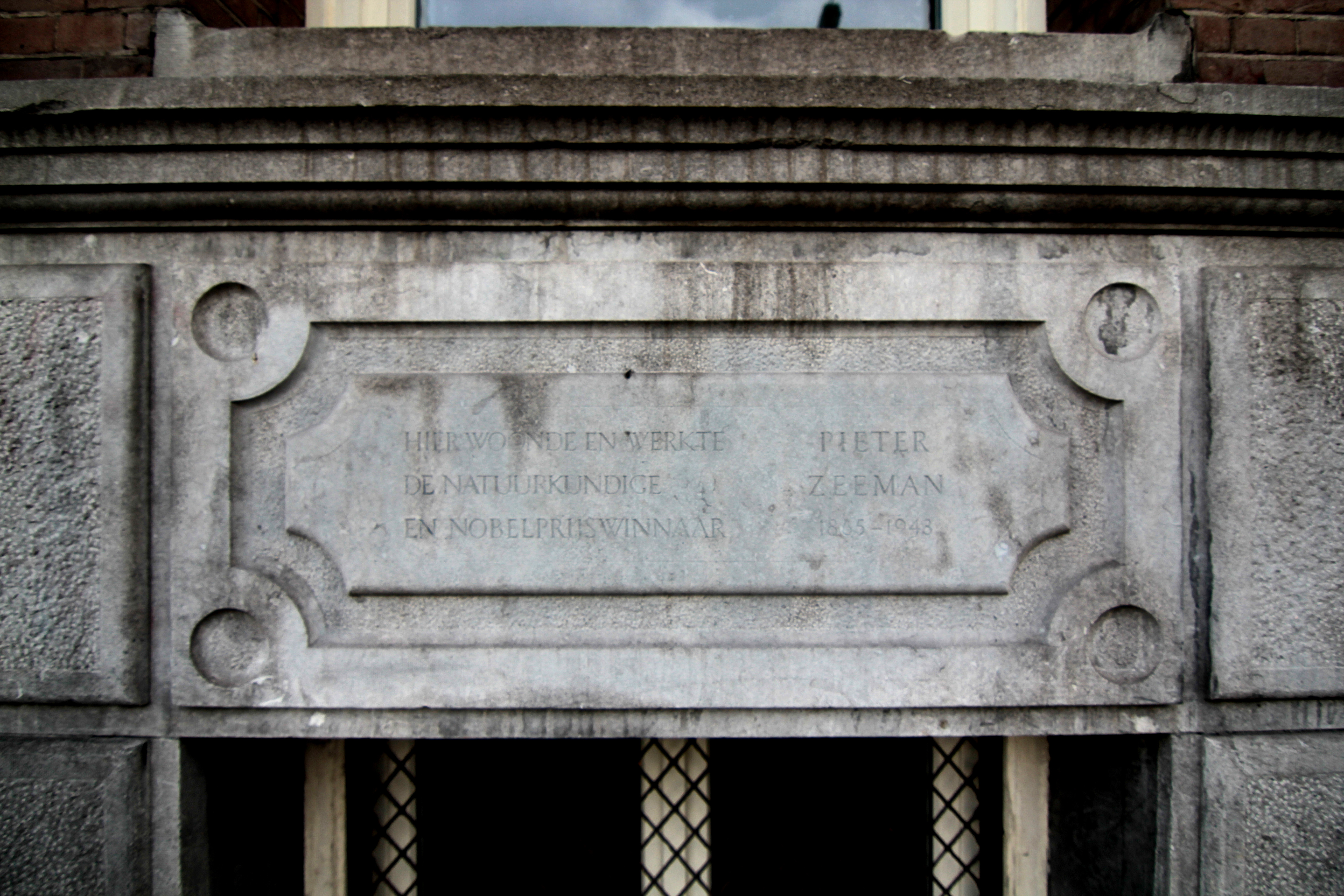
Op de gedenksteen op het pand Stadhouderskade 158 wordt vermeld dat Nobelprijswinnaar Pieter Zeeman er tussen 1885 en 1943 gewoond en gewerkt heeft

Oost ·
160 ·
158 ·
157 ·
156 ·
155 ·
151-154 ·
149-150 ·
145-146 ·
142-144 ·
140-141 ·
137-139 ·
135-136 ·
130-134 ·
129 ·
128 ·
125-127 ·
123-124 ·
116-122 ·
115 ·
110-113 ·
100-101 ·
97 ·
95-96 ·
93-94 ·
92 ·
91 ·
89-90 ·
87-88 ·
86 ·
85 ·
84 ·
82-83 ·
78-79 ·
77 ·
Heineken Brouwerij ·
74 ·
72-73 ·
69-70 ·
68 ·
67 ·
65-66 ·
64 ·
62-63 ·
60-60a ·
58-59 ·
56-57 ·
Willemshuis ·
Van Nispenhuis ·
Kapel van Sint Josephs Gezellen-Vereeniging ·
54 ·
52-53 ·
47-49 ·
Carel Willinkplantsoen ·
Polderhuis ·
Ruysdaelkade 2-4 ·
Judith Leysterbrug ·
42 (Rijksmuseum) ·
40-41 ·
31-35 ·
30 ·
29 ·
Park Centraal Amsterdam ·
Stedemaagd (Vondelpark) ·
Byzantium ·
Koepelkerk ·
12 (Marriott) ·
Persilhuis ·
7 ·
5 ·
3 ·
1 ·
West